# エイジ オブ エンパイア オンライン
『エイジ オブ エンパイア オンライン』（原題：Age of Empires Online）はマイクロソフトによるオンラインリアルタイムストラテジーゲーム、『エイジ オブ エンパイア』シリーズの基本プレイ無料ゲームである。サービス終了後の2017年にファンプロジェクト「Project Celeste」として知られるサーバーエミュレーターによって復活した。

## 概要
これまでのシリーズと同様に、プレイヤーは「町の中心」と「町の人」を中心にゲームを展開し、マップの開拓から資源の採集、施設の建造、軍隊の養成を行い、最終的に敵対勢力の排除を目指す。今作は再び古代に戻った。時代は銅器時代、青銅器時代、銀時代、黄金時代という4つの段階で進化する。

### キャンペーン
普通のキャンペーンの代わりにクエストがある。ギリシャ、エジプト、そしてケルト人は専門キャンペーンがあるがペルシャ、バビロニアとノース人にはキャンペーンがない。全文明でできるキャンペーン：アルゴスの戦争、キプロス島の戦い、肥沃な三日月地帯、クレタ島の防衛、北欧侵略。その他、Project Celesteチームによってつくられた新キャンペーン：アテネの戦争、キュロス2世、ズ将軍の紀要、世界のレアルムズ、ナイル川のお宝。

### ホームシティ
AoEIIIのようなRPGシステムがある。キャンペーンでは文明の育成とアイテム(ユニット装備)がある、そして個人の首都を作る。

## 登場する文明
ゲームでは7つの文明がある。古代のギリシャ、エジプト、ケルト人、ペルシャ(プレミアム)、バビロニア(プレミアム)、ノース人(プレミアム), ローマ(開発中)。その中ではプレミアム文明がレベル20から始まる。エイジ オブ ミソロジーと同様にそれぞれの文明は独特なシステム、ユニット、ビル、BGMがある。